# Porte de Bruxelles (Villers-la-Ville)
La Porte de Bruxelles est une porte d'origine médiévale en ruines située à Villers-la-Ville, commune belge du Brabant wallon.
Elle constitue, avec la Porte de Namur, la Porte de Nivelles, la chapelle Saint-Bernard, l'ancienne pharmacie, l'ancien moulin abbatial et la ferme de l'abbaye de Villers-la-Ville, un des principaux vestiges de l'abbaye de Villers situés en dehors du site proprement dit des ruines de l'abbaye.

## Localisation
La Porte de Bruxelles se dresse à côté des ruines de l'abbaye de Villers, à l'entrée ouest de la rue de l'Abbaye qui mène à l'ancienne pharmacie, à la chapelle Saint-Bernard et, plus loin, à l'entrée des ruines et au moulin abbatial.
Elle fait face au « Chalet de la Forêt », une étape bien connue des touristes située au carrefour des routes qui mènent à Genappe (route nommée « Bois d'Hez ») et à Court-Saint-Étienne (route nationale RN275).

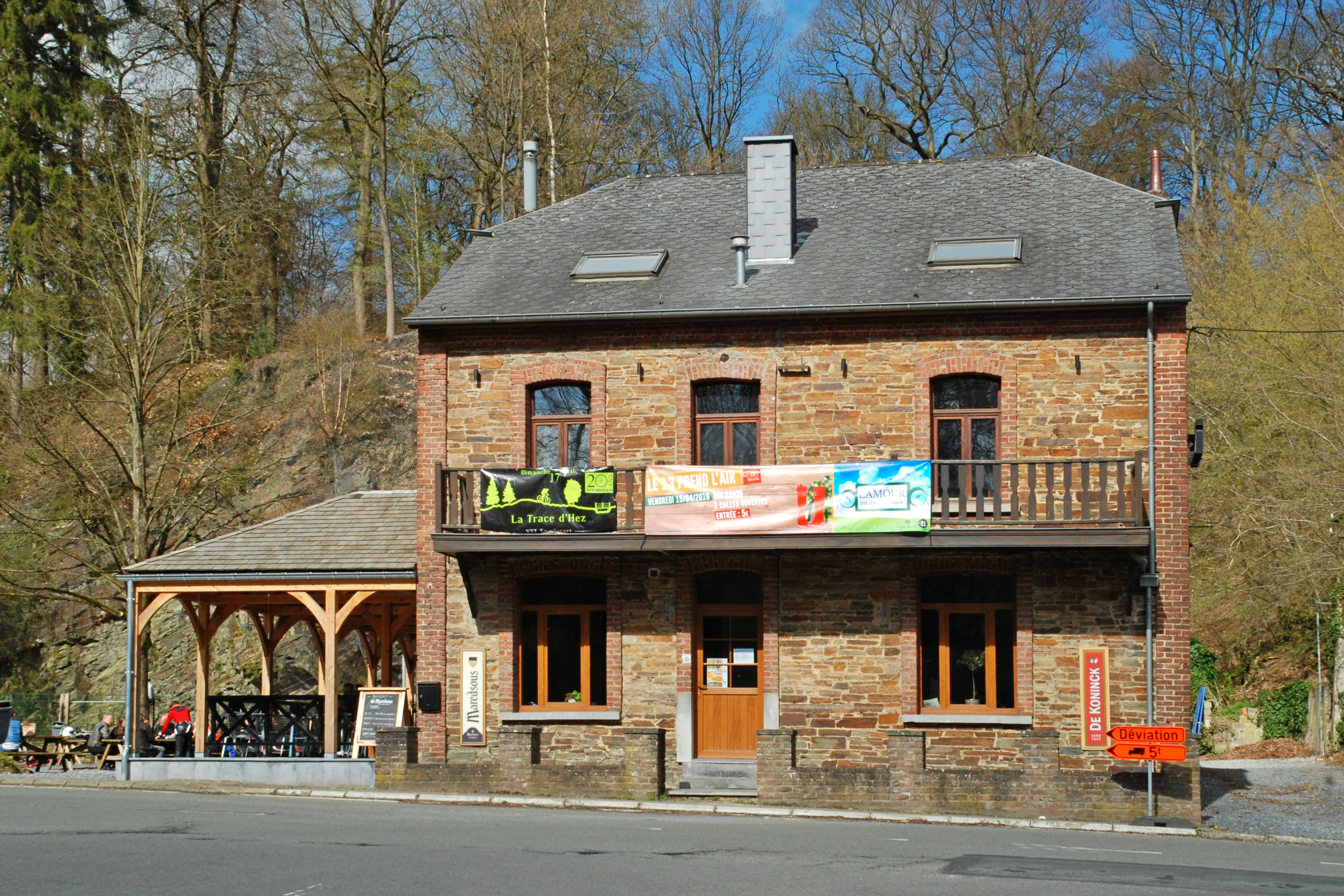
Le « Chalet de la Forêt », face à la Porte.

## Historique
Les fouilles archéologiques menées sur le site de la Porte de Bruxelles depuis 1997 et un examen des sources écrites relatives à cette ancienne porterie de l'abbaye (voir Revue Villers n° 24 du 4e trimestre 2002) révèlent qu'il y avait à cet endroit, depuis le début du XIIIe siècle, un système de double porte dont le principe subsistera jusqu'au XVIIIe siècle.

## Architecture
Contrairement à la Porte de Namur, qui est une porte de style classique qui a conservé son caractère monumental, la Porte de Bruxelles est réduite à des vestiges tellement discrets qu'ils passent presque inaperçus aux yeux du visiteur ébloui par la vue des ruines de l'Abbaye de Villers situées juste à côté.
Jules Tarlier, dans son ouvrage de 1857, décrit ainsi ce qui reste de cette porte :

« De la porte de Bruxelles, il n'existe plus que les murs extrêmes, entre lesquels on a bâti une petite maison. On y distingue deux cintres d'inégale grandeur, marquant la place de la voie charretière et de l'entrée des piétons. »

La porte de Bruxelles se réduit en effet de nos jours à un fragment de mur orné de deux baies cintrées murées et auquel est adossée une maison située à l'intérieur du site des ruines de l'abbaye. Les deux baies étant très basses, on peut supposer que le niveau du terrain a été modifié à cet endroit. La baie la plus grande, qui marquait l'entrée charretière, possède une archivolte à deux voussures tandis que la plus petite (entrée des piétons) est encadrée d'une triple voussure et surmontée de trois corbeaux (petites consoles) de pierre.

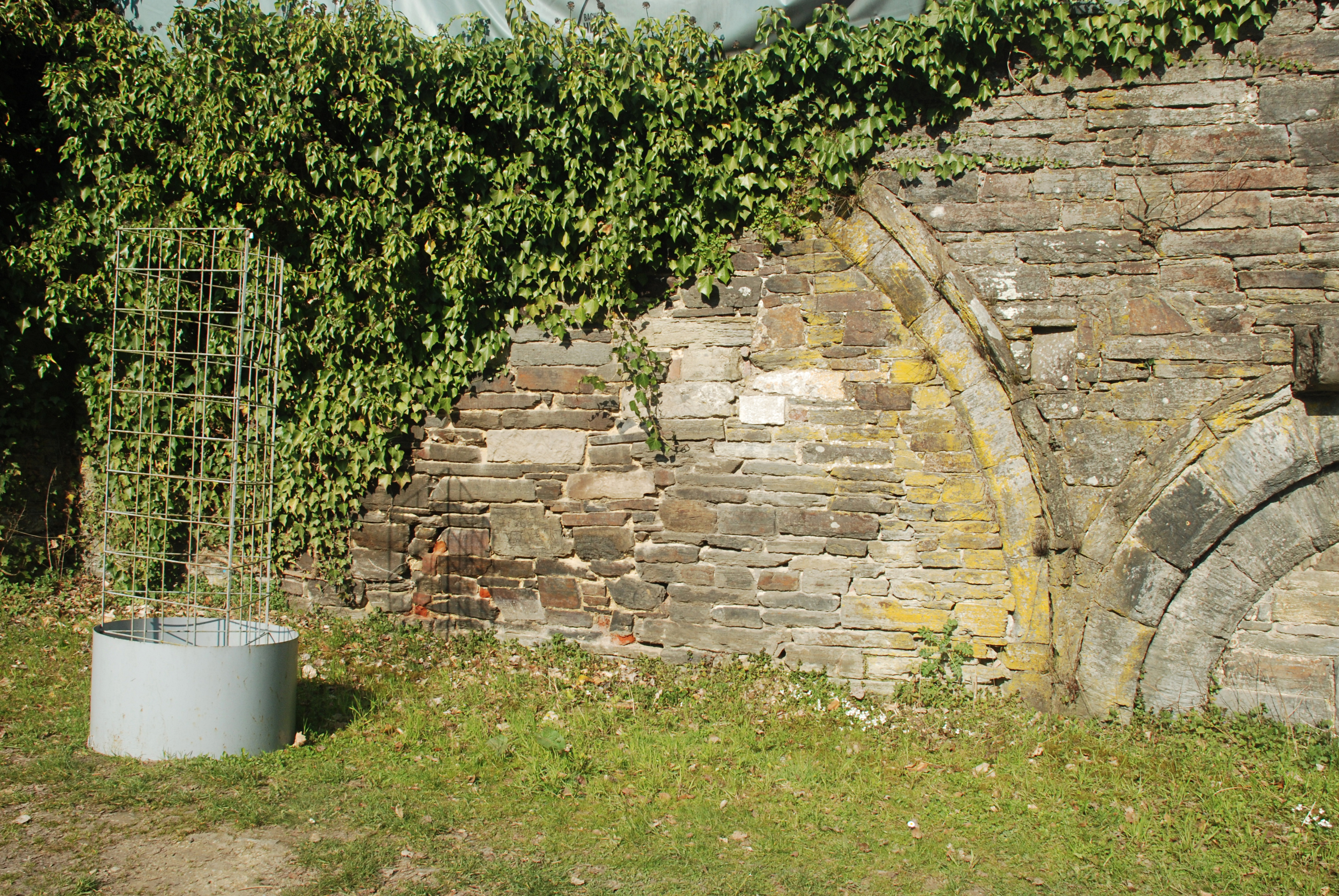
Arc cintré de l'entrée charretière.
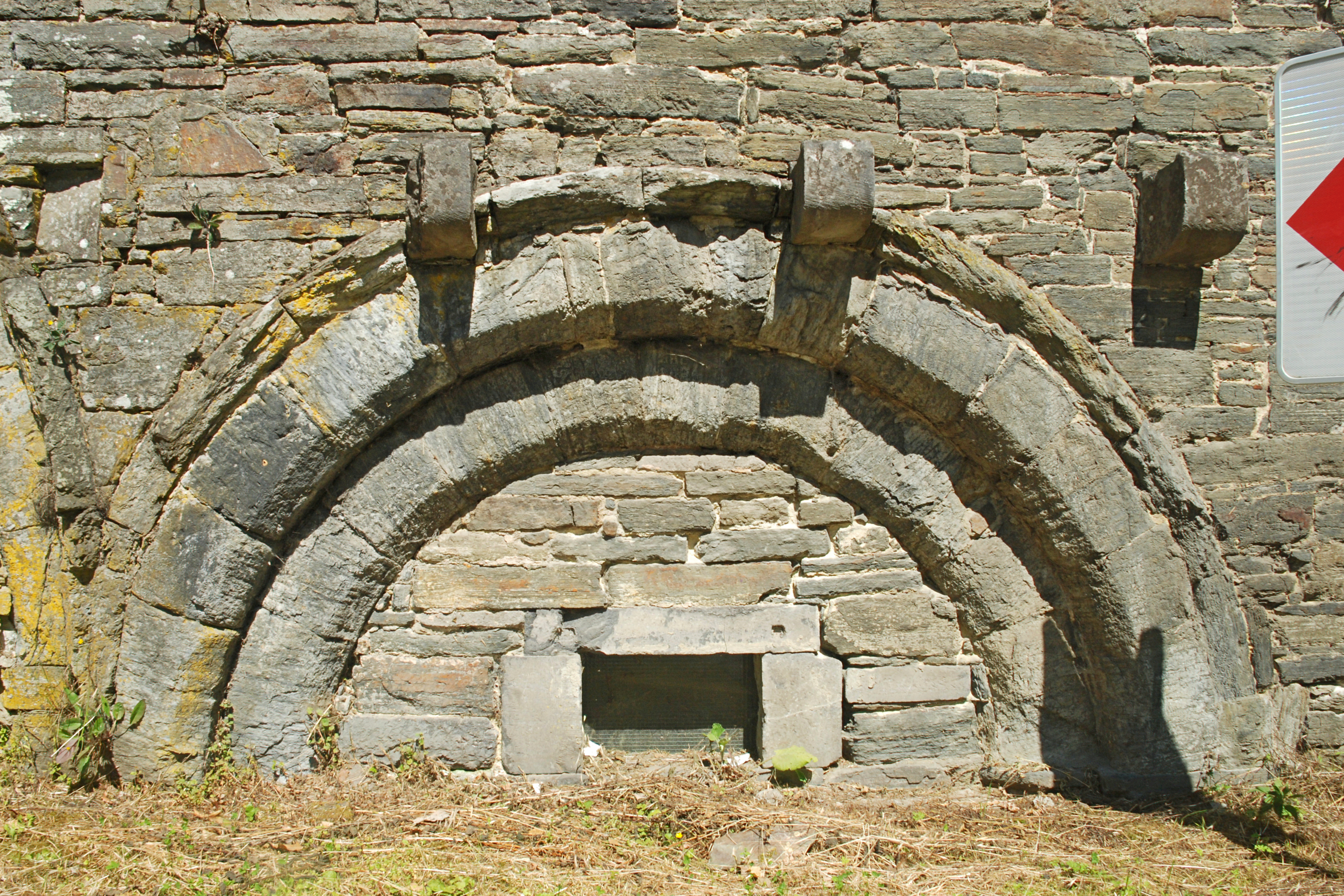
Arc cintré de l'entrée des piétons.
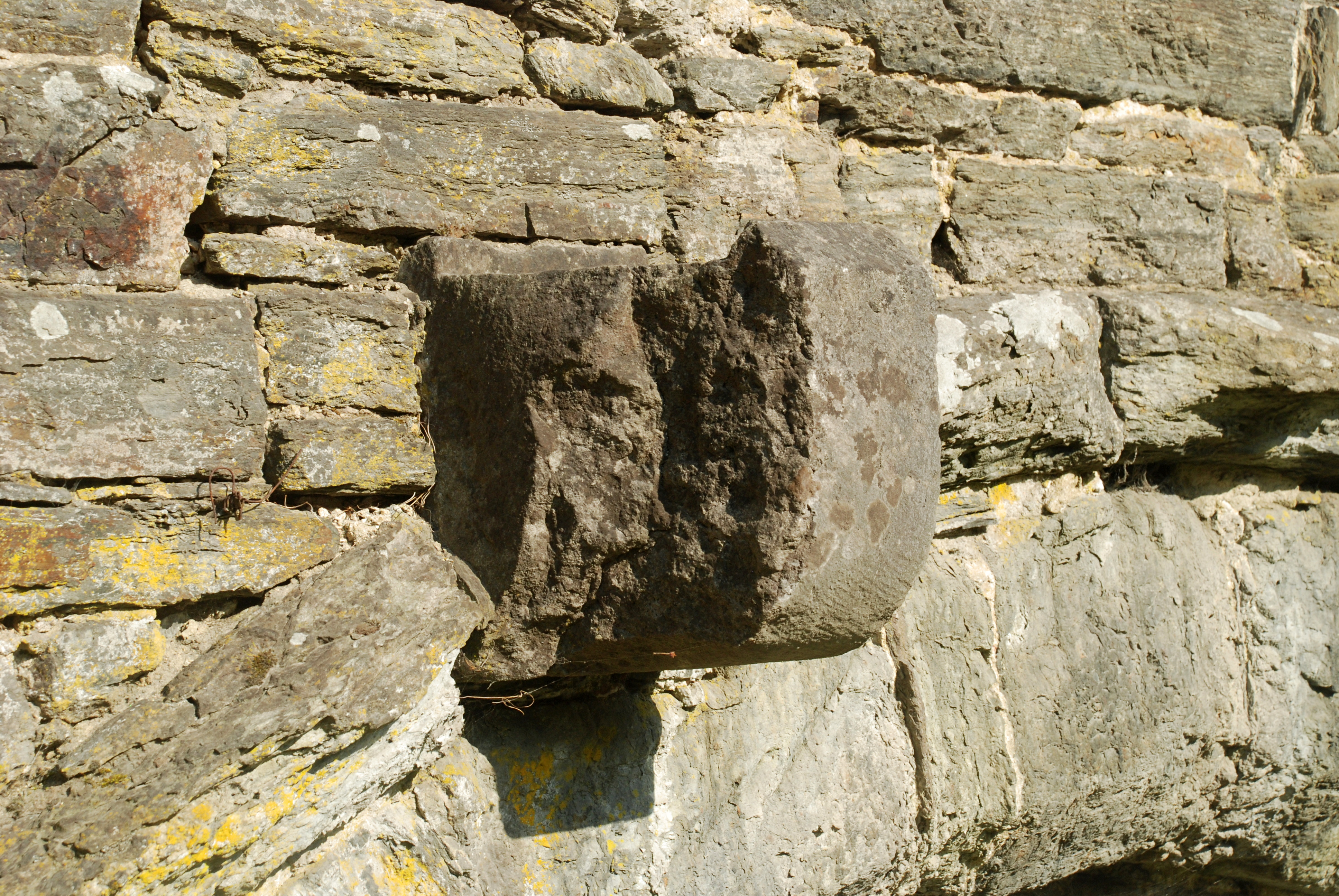
Corbeau.

## Les environs
La Porte de Bruxelles est intégrée dans la partie occidentale du mur d'enceinte de l'abbaye de Villers que l'on peut suivre sur près d'un kilomètre vers le sud, côté extra-muros le long de la rue des Quatre Chênes, de la Porte de Bruxelles à la Porte de Nivelles.
On peut également suivre le mur depuis la Porte de Bruxelles vers le nord pendant environ 250 m le long de la route nationale RN275 (rue de Chevelipont), jusqu'à l'angle nord-ouest du mur.

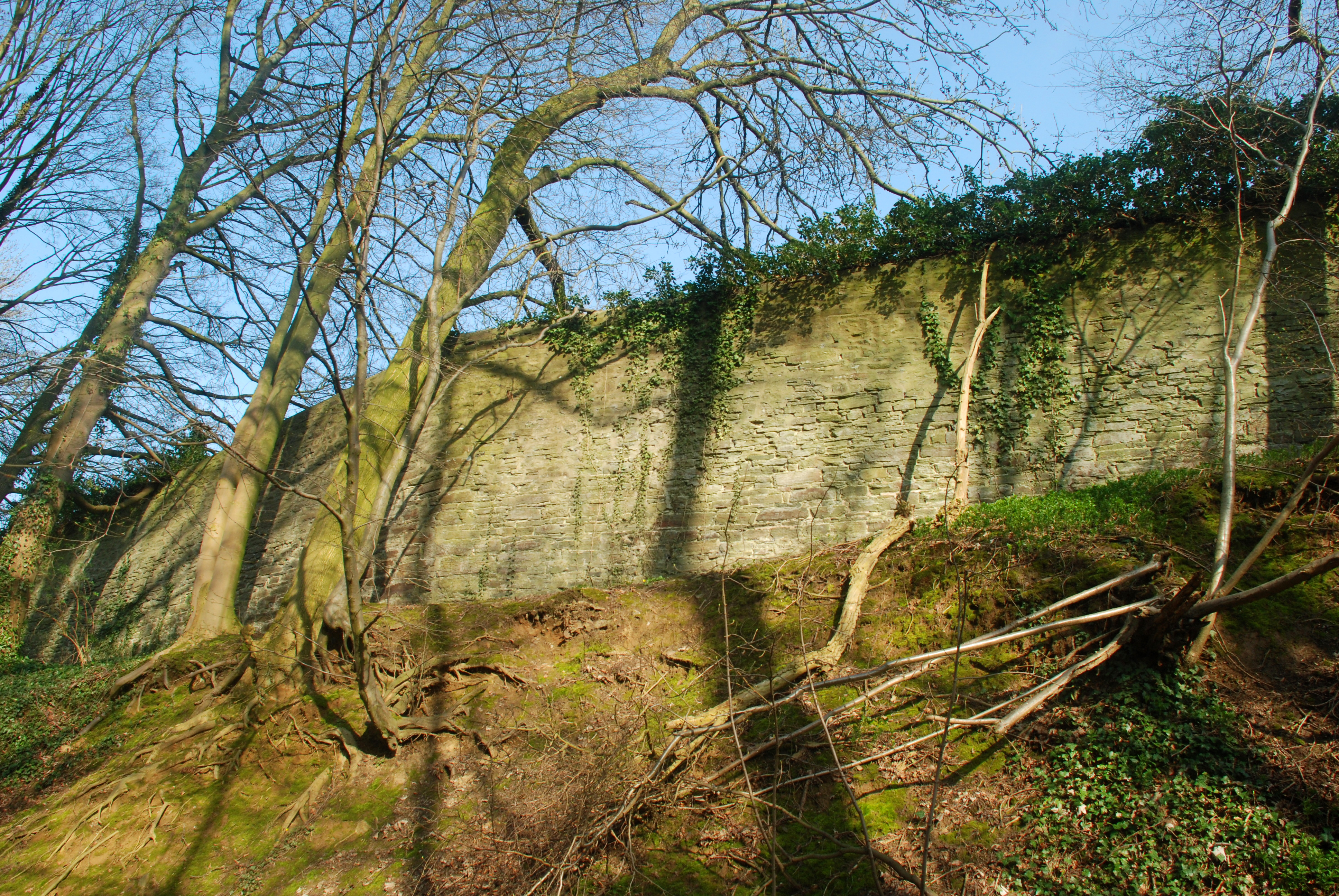
Le mur d'enceinte au sud de la Porte de Bruxelles.
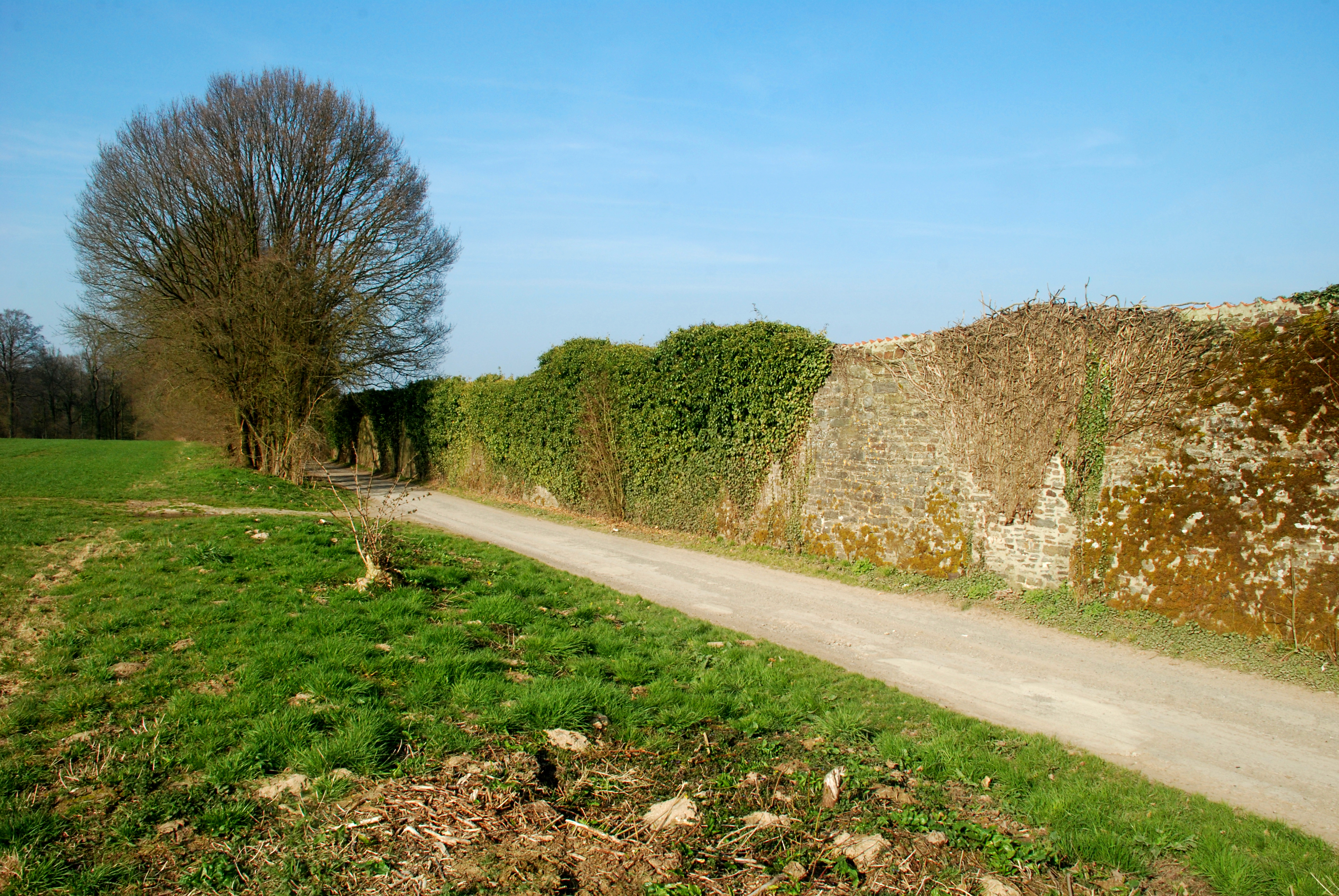
Le mur d'enceinte au nord de la Porte de Nivelles.